# La Vallée Vigezzina
 La Vallée Vigezzina (en italien, La vallata Vigezzina) est une peinture à l'huile sur toile de 35 × 55 cm, réalisée par Carlo Bazzi en 1902 et conservée au musée de la Banca Intesa San Paolo de Milan.